# Iván Delfino
Iván Raúl Delfino (Santa Fe, Provincia de Santa Fe; 16 de septiembre de 1971) es un exfutbolista y entrenador argentino. Actualmente dirige a Estudiantes de Río Cuarto.

## Trayectoria

### Como jugador
Nacido en Sunchales, Santa Fe, Delfino hizo su debut con Club Atlético Unión de Sunchales. De ahí pasó a 9 de julio de Rafaela. 
Se mudó a Banfield durante el año y pasó cuatro temporadas en el club antes de fichar por El Porvenir.Durante su estancia ayudaría al club de Gerli en su ascenso a la Primera B Nacional en 1998, siendo titular habitual.Abandonó el equipo en 2002 y posteriormente representó a Gimnasia y Esgrima de Jujuy, San Martín de Mendoza y Juventud Antoniana.
En 2006, Delfino se marchó a Libertad de Sunchales en el Torneo Argentino B. Se retiró del club al final de la temporada, a los 35 años.

### Como entrenador
Inmediatamente después de retirarse, Delfino se convirtió en asistente técnico de su último club, Libertad. El 8 de enero de 2008 fue nombrado entrenador del primer equipo en sustitución de Frank Darío Kudelka.El 13 de diciembre de 2011, presentó su renuncia luego de ocho partidos sin ganar.
El 22 de febrero de 2012, fue anunciado como entrenador de Juventud Antoniana.Un año después abandonó su cargo para asumir en Crucero del Norte.En febrero de 2014, presentó su renuncia por cuestiones personales.
En diciembre de 2014, Delfino fue presentado en Patronato.Luego de terminar segundo en la temporada, el club alcanzó la final del reducido donde venció a Santamarina en los penales para ascender a la máxima categoría por primera vez en su historia.En diciembre de 2015, dejó su cargo tras la finalización de la temporada.
El 15 de diciembre de 2015, fue confirmado como entrenador de Temperley.A falta de tres fechas de la finalización del Torneo de Primera División 2016, presentó su renuncia al cargo.
En junio de 2016, Delfino fue anunciado como técnico de Instituto y reemplazó al Chulo Rivoira.Luego de un empate ante Douglas Haig, fue despedido de su cargo en abril de 2017.
El 7 de octubre de 2017, fue oficializado como entrenador de Sarmiento de Junín.En su primera temporada, alcanzó la final del reducido aunque perdería ante San Martín de Tucumán por un global de 2-5.La siguiente temporada alcanzó el desempate por el ascenso a la máxima categoría pero cayó ante Arsenal por la mínima.De igual forma, alcanzaría la final del reducida por segunda vez consecutiva, aunque el club perdió ante Central Córdoba en los penales.El 23 de diciembre de 2020, abandonó su puesto en el equipo bonaerense.
En diciembre de 2020, inició su segunda etapa en Patronato.El 2 de marzo de 2022, presentó su renuncia luego de una serie de malos resultados que ubicaron al club en puestos de descenso.
De cara a la temporada 2023, Delfino fue anunciado como entrenador de San Martín de Tucumán.Sin embargo, en abril de 2023, dejó su cargo de común acuerdo con la dirigencia.
El 7 de junio de 2023, fue anunciado como entrenador de Estudiantes de Río Cuarto.Luego de una gran temporada, en diciembre del mismo año, anunció que no continuaría en su cargo.
El 28 de diciembre de 2023, Delfino fue presentado como técnico de Colón.El 5 de agosto de 2024, el club anunció su salida de mutuo acuerdo después de una serie de malos resultados.
En noviembre de 2024, comenzó su segundo ciclo en Estudiantes de Río Cuarto.

## Clubes

### Como jugador
| Club                       | País      | Año       |
| -------------------------- | --------- | --------- |
| 9 de Julio (Rafaela)       | Argentina | 1992      |
| Banfield                   | Argentina | 1992-1996 |
| El Porvenir                | Argentina | 1996-2002 |
| Gimnasia y Esgrima (Jujuy) | Argentina | 2002-2003 |
| San Martín (Mendoza)       | Argentina | 2003-2004 |
| Juventud Antoniana (Salta) | Argentina | 2005-2006 |
| Libertad (Sunchales)       | Argentina | 2006-2007 |

### Estadísticas como entrenador
| Equipo                          | Torneo                           | Estadísticas | Estadísticas | Estadísticas | Estadísticas | Estadísticas | Estadísticas | Estadísticas | Estadísticas |
| Equipo                          | Torneo                           | PJ           | G            | E            | P            | GF           | GC           | DG           | Efectividad% |
| ------------------------------- | -------------------------------- | ------------ | ------------ | ------------ | ------------ | ------------ | ------------ | ------------ | ------------ |
| Libertad de Sunchales Argentina | Argentino A 2008-09              | 32           | 10           | 9            | 13           | 35           | 39           | -4           | 40.63%       |
| Libertad de Sunchales Argentina | Argentino A 2009-10              | 36           | 15           | 8            | 13           | 49           | 44           | +5           | 49.07%       |
| Libertad de Sunchales Argentina | Argentino A 2010-11              | 42           | 16           | 13           | 13           | 51           | 46           | +5           | 48.41%       |
| Libertad de Sunchales Argentina | Argentino A 2011-12              | 18           | 4            | 7            | 7            | 17           | 20           | -3           | 35.19%       |
| Libertad de Sunchales Argentina | Copa Argentina 2011-12           | 3            | 1            | 1            | 1            | 2            | 3            | -1           | 44.44%       |
| Libertad de Sunchales Argentina | Total                            | 131          | 46           | 38           | 47           | 154          | 152          | +2           | 44.78%       |
| Juventud Antoniana Argentina    |                                  |              |              |              |              |              |              |              |              |
| 2012                            | 22                               | 8            | 7            | 7            | 18           | 18           | 0            | 46.97%       |              |
| Copa Argentina 2012/13          | 2                                | 2            | 0            | 0            | 6            | 0            | +6           | 100%         |              |
| Total                           | 24                               | 10           | 7            | 7            | 24           | 18           | +6           | 51.39%       |              |
| Crucero del Norte Argentina     |                                  |              |              |              |              |              |              |              |              |
| 2013                            | 16                               | 4            | 7            | 5            | 12           | 12           | 0            | 39.58%       |              |
| Copa Argentina 2013/14          | 2                                | 1            | 1            | 0            | 4            | 2            | +2           | 66.67%       |              |
| 2014                            | 23                               | 10           | 7            | 6            | 28           | 18           | +10          | 53.62%       |              |
| Total                           | 41                               | 15           | 15           | 11           | 44           | 32           | +12          | 48.78%       |              |
| Patronato Argentina             |                                  |              |              |              |              |              |              |              |              |
| 2015                            | 46                               | 25           | 14           | 7            | 67           | 29           | 38           | 64.49%       |              |
| Copa Argentina 2014/15          | 1                                | 0            | 1            | 0            | 1            | 1            | 0            | 33.33%       |              |
| Total                           | 47                               | 25           | 15           | 7            | 68           | 30           | +38          | 63.83%       |              |
| Temperley Argentina             |                                  |              |              |              |              |              |              |              |              |
| 2016                            | 13                               | 3            | 4            | 6            | 7            | 9            | -2           | 33.33%       |              |
| Total                           | 13                               | 3            | 4            | 6            | 7            | 9            | -2           | 33.33%       |              |
| Instituto Argentina             | 2016-17                          | 27           | 9            | 10           | 8            | 40           | 33           | +7           | 45.68%       |
| Instituto Argentina             | Copa Argentina 2015/16           | 2            | 1            | 0            | 1            | 1            | 2            | -1           | 50%          |
| Instituto Argentina             | Total                            | 29           | 10           | 10           | 9            | 41           | 35           | +6           | 45.98%       |
| Sarmiento (J) Argentina         | 2017-18                          | 34           | 16           | 10           | 8            | 47           | 38           | +9           | 56.86%       |
| Sarmiento (J) Argentina         | 2018-19                          | 31           | 15           | 12           | 4            | 37           | 17           | +20          | 61.29%       |
| Sarmiento (J) Argentina         | Copa Argentina 2018-19           | 1            | 0            | 0            | 1            | 0            | 2            | -2           | 0%           |
| Sarmiento (J) Argentina         | 2019-20                          | 20           | 9            | 7            | 4            | 31           | 21           | +10          | 56.67%       |
| Sarmiento (J) Argentina         | Transición PN 2020               | 3            | 2            | 1            | 0            | 4            | 2            | +2           | 77.78%       |
| Sarmiento (J) Argentina         | Total                            | 89           | 42           | 30           | 17           | 119          | 80           | +39          | 58.43%       |
| Patronato Argentina             | Copa Maradona 2020               | 2            | 1            | 1            | 0            | 3            | 2            | +1           | 66.67%       |
| Patronato Argentina             | Copa de la Liga Profesional 2021 | 13           | 4            | 0            | 9            | 12           | 17           | -5           | 30.77%       |
| Patronato Argentina             | Copa Argentina 2019-20           | 3            | 1            | 2            | 0            | 3            | 2            | +1           | 55.56%       |
| Patronato Argentina             | 2021                             | 25           | 5            | 10           | 10           | 23           | 35           | -12          | 33.33%       |
| Patronato Argentina             | Copa de la Liga Profesional 2022 | 4            | 0            | 1            | 3            | 1            | 6            | -5           | 8.33%        |
| Patronato Argentina             | Total                            | 47           | 11           | 14           | 22           | 42           | 62           | -20          | 33.33%       |
| Patronato Argentina             | Total en Patronato               | 94           | 36           | 29           | 29           | 110          | 92           | +18          | 48.58%       |
| San Martín (T) Argentina        | 2023                             | 9            | 3            | 2            | 4            | 6            | 7            | -1           | 40.74%       |
| San Martín (T) Argentina        | Total                            | 9            | 3            | 2            | 4            | 6            | 7            | -1           | 40.74%       |
| Estudiantes (RC) Argentina      | 2023                             | 22           | 12           | 6            | 4            | 21           | 12           | +9           | 63.64%       |
| Estudiantes (RC) Argentina      | Copa Argentina 2023              | 2            | 1            | 1            | 0            | 1            | 0            | +1           | 66.67%       |
| Estudiantes (RC) Argentina      | Total                            | 24           | 13           | 7            | 4            | 22           | 12           | +10          | 63.89%       |
| Colón Argentina                 | 2024                             | 26           | 12           | 7            | 7            | 33           | 19           | +14          | 55.13%       |
| Colón Argentina                 | Copa Argentina 2024              | 2            | 1            | 0            | 1            | 2            | 2            | 0            | 50%          |
| Colón Argentina                 | Total                            | 28           | 13           | 7            | 8            | 35           | 21           | +14          | 54.76%       |
| Estudiantes (RC) Argentina      | 2025                             | 27           | 11           | 11           | 5            | 27           | 17           | +10          | 54.32%       |
| Estudiantes (RC) Argentina      | Total                            | 27           | 11           | 11           | 5            | 27           | 17           | +10          | 54.32%       |
| Estudiantes (RC) Argentina      | Total en Estudiantes (RC)        | 51           | 24           | 18           | 9            | 49           | 29           | +20          | 58.82%       |
| Total en sus equipos            | Total en sus equipos             | 509          | 202          | 160          | 147          | 589          | 476          | +113         | 50.16%       |

Actualizado el 17 de agosto de 2025. 

#### Resumen por competencias
| Torneo                        | PD  | G   | E   | P   | GF  | GC  | Dif. | Rendimiento | Mejor Resultado    |
| ----------------------------- | --- | --- | --- | --- | --- | --- | ---- | ----------- | ------------------ |
| Primera División de Argentina | 38  | 8   | 14  | 16  | 30  | 44  | -14  | 33.33%      | Decimotercer Lugar |
| Primera B Nacional            | 284 | 128 | 94  | 62  | 353 | 225 | +128 | 56.1%       | Subcampeón         |
| Torneo Argentino A            | 150 | 53  | 44  | 53  | 170 | 167 | +3   | 45.11%      | Semifinales        |
| Copa de la Liga Profesional   | 19  | 5   | 2   | 12  | 16  | 25  | -9   | 29.83%      | Décimo lugar       |
| Copa Argentina                | 18  | 8   | 6   | 4   | 20  | 14  | +6   | 55.55%      | Cuartos de final   |
| Total                         | 509 | 202 | 160 | 147 | 589 | 476 | +113 | 50.17%      | Sin títulos        |

## Palmarés

### Como jugador
| Título                  | Club        | País      | Año     |
| ----------------------- | ----------- | --------- | ------- |
| Primera B Metropolitana | El Porvenir | Argentina | 1997-98 |

### Como entrenador
| Título                     | Club      | País      | Año  |
| -------------------------- | --------- | --------- | ---- |
| Ascenso a Primera División | Patronato | Argentina | 2015 |